# Kvalifikace na Mistrovství Evropy ve fotbale 2004
Kvalifikace na Mistrovství Evropy ve fotbale 2004 probíhala v letech 2002 a 2003. Zúčastnilo se jí 50 fotbalových reprezentací, které byly rozlosovány do deseti skupin po pěti týmech. Ve skupinách hrál každý s každým doma a venku a vítězové jednotlivých skupin postoupili přímo na závěrečný turnaj. Týmy na druhých místech hrály baráž o zbylých 5 místenek na závěrečném turnaji.

## Skupina 1
| Tým       | Z | V | R | P | VG | IG | B  |
| --------- | - | - | - | - | -- | -- | -- |
| Francie   | 8 | 8 | 0 | 0 | 29 | 2  | 24 |
| Slovinsko | 8 | 4 | 2 | 2 | 15 | 12 | 14 |
| Izrael    | 8 | 2 | 3 | 3 | 9  | 11 | 9  |
| Kypr      | 8 | 2 | 2 | 4 | 9  | 18 | 8  |
| Malta     | 8 | 0 | 1 | 7 | 5  | 24 | 1  |

## Skupina 2
| Tým                 | Z | V | R | P | VG | IG | B  |
| ------------------- | - | - | - | - | -- | -- | -- |
| Dánsko              | 8 | 4 | 3 | 1 | 15 | 9  | 15 |
| Norsko              | 8 | 4 | 2 | 2 | 9  | 5  | 14 |
| Rumunsko            | 8 | 4 | 2 | 2 | 21 | 9  | 14 |
| Bosna a Hercegovina | 8 | 4 | 1 | 3 | 7  | 8  | 13 |
| Lucembursko         | 8 | 0 | 0 | 8 | 0  | 21 | 0  |

## Skupina 3
| Tým        | Z | V | R | P | VG | IG | B  |
| ---------- | - | - | - | - | -- | -- | -- |
| Česko      | 8 | 7 | 1 | 0 | 23 | 5  | 22 |
| Nizozemsko | 8 | 6 | 1 | 1 | 20 | 6  | 19 |
| Rakousko   | 8 | 3 | 0 | 5 | 12 | 14 | 9  |
| Moldavsko  | 8 | 2 | 0 | 6 | 5  | 19 | 6  |
| Bělorusko  | 8 | 1 | 0 | 7 | 4  | 20 | 3  |

## Skupina 4
| Tým        | Z | V | R | P | VG | IG | B  |
| ---------- | - | - | - | - | -- | -- | -- |
| Švédsko    | 8 | 5 | 2 | 1 | 19 | 3  | 17 |
| Lotyšsko   | 8 | 5 | 1 | 2 | 10 | 6  | 16 |
| Polsko     | 8 | 4 | 1 | 3 | 11 | 7  | 13 |
| Maďarsko   | 8 | 3 | 2 | 3 | 15 | 9  | 11 |
| San Marino | 8 | 0 | 0 | 8 | 0  | 30 | 0  |

## Skupina 5
| Tým             | Z | V | R | P | VG | IG | B  |
| --------------- | - | - | - | - | -- | -- | -- |
| Německo         | 8 | 5 | 3 | 0 | 13 | 4  | 18 |
| Skotsko         | 8 | 4 | 2 | 2 | 12 | 8  | 14 |
| Island          | 8 | 4 | 1 | 3 | 11 | 9  | 13 |
| Litva           | 8 | 3 | 1 | 4 | 7  | 11 | 10 |
| Faerské ostrovy | 8 | 0 | 1 | 7 | 7  | 18 | 1  |

## Skupina 6
| Tým           | Z | V | R | P | VG | IG | B  |
| ------------- | - | - | - | - | -- | -- | -- |
| Řecko         | 8 | 6 | 0 | 2 | 8  | 4  | 18 |
| Španělsko     | 8 | 5 | 2 | 1 | 16 | 4  | 17 |
| Ukrajina      | 8 | 2 | 4 | 2 | 11 | 10 | 10 |
| Arménie       | 8 | 2 | 1 | 5 | 7  | 16 | 7  |
| Severní Irsko | 8 | 0 | 3 | 5 | 0  | 8  | 3  |

## Skupina 7
| Tým             | Z | V | R | P | VG | IG | B  |
| --------------- | - | - | - | - | -- | -- | -- |
| Anglie          | 8 | 6 | 2 | 0 | 14 | 5  | 20 |
| Turecko         | 8 | 6 | 1 | 1 | 17 | 5  | 19 |
| Slovensko       | 8 | 3 | 1 | 4 | 11 | 9  | 10 |
| Makedonie       | 8 | 1 | 3 | 4 | 11 | 14 | 6  |
| Lichtenštejnsko | 8 | 0 | 1 | 7 | 2  | 22 | 1  |

## Skupina 8
| Tým        | Z | V | R | P | VG | IG | B  |
| ---------- | - | - | - | - | -- | -- | -- |
| Bulharsko  | 8 | 5 | 2 | 1 | 13 | 4  | 17 |
| Chorvatsko | 8 | 5 | 1 | 2 | 12 | 4  | 16 |
| Belgie     | 8 | 5 | 1 | 2 | 11 | 9  | 16 |
| Estonsko   | 8 | 2 | 2 | 4 | 4  | 6  | 8  |
| Andorra    | 8 | 0 | 0 | 8 | 1  | 18 | 0  |

## Skupina 9
| Tým                 | Z | V | R | P | VG | IG | B  |
| ------------------- | - | - | - | - | -- | -- | -- |
| Itálie              | 8 | 5 | 2 | 1 | 17 | 4  | 17 |
| Wales               | 8 | 4 | 1 | 3 | 13 | 10 | 13 |
| Srbsko a Černá Hora | 8 | 3 | 3 | 2 | 11 | 11 | 12 |
| Finsko              | 8 | 3 | 1 | 4 | 9  | 10 | 10 |
| Ázerbájdžán         | 8 | 1 | 1 | 6 | 5  | 20 | 4  |

## Skupina 10
| Tým       | Z | V | R | P | VG | IG | B  |
| --------- | - | - | - | - | -- | -- | -- |
| Švýcarsko | 8 | 4 | 3 | 1 | 15 | 11 | 15 |
| Rusko     | 8 | 4 | 2 | 2 | 19 | 12 | 14 |
| Irsko     | 8 | 3 | 2 | 3 | 10 | 11 | 11 |
| Albánie   | 8 | 2 | 2 | 4 | 11 | 15 | 8  |
| Gruzie    | 8 | 2 | 1 | 5 | 8  | 14 | 7  |

## Baráž

### Úvodní zápasy
| 15. listopadu 2003 15:00 |          |            |                                                            |
| Skotsko                  | 1 – 0    | Nizozemsko | Hampden Park, Glasgow diváci: 50.670 rozhodčí: Hauge (NOR) |
| McFadden 22'             | (Report) |            | Hampden Park, Glasgow diváci: 50.670 rozhodčí: Hauge (NOR) |

| 15. listopadu 2003 17:30 |          |            |                                                              |
| Chorvatsko               | 1 – 1    | Slovinsko  | Maksimir Stadion, Záhřeb diváci: 35.000 rozhodčí: Merk (GER) |
| Pršo 5'                  | (Report) | Šiljak 22' | Maksimir Stadion, Záhřeb diváci: 35.000 rozhodčí: Merk (GER) |

| 15. listopadu 2003 19:00 |          |       |                                                                  |
| Rusko                    | 0 – 0    | Wales | Lokomotiv Stadium, Moskva diváci: 30.000 rozhodčí: Batista (POR) |
|                          | (Report) |       | Lokomotiv Stadium, Moskva diváci: 30.000 rozhodčí: Batista (POR) |

| 15. listopadu 2003 20:15 |          |         |                                                                               |
| Lotyšsko                 | 1 – 0    | Turecko | Skonto Stadions, Riga diváci: 10.000 Match SOLD OUT rozhodčí: Veissière (FRA) |
| Verpakovskis 29'         | (Report) |         | Skonto Stadions, Riga diváci: 10.000 Match SOLD OUT rozhodčí: Veissière (FRA) |

| 15. listopadu 2003 22:00   |          |             |                                                                |
| Španělsko                  | 2 – 1    | Norsko      | Estadio Mestalla, Valencia diváci: 53.000 rozhodčí: Poll (ENG) |
| Raúl 21' H. Berg 85' (vl.) | (Report) | Iversen 15' | Estadio Mestalla, Valencia diváci: 53.000 rozhodčí: Poll (ENG) |

### Odvety
| 19. listopadu 2003 17:30 |          |            |                                                               |
| Slovinsko                | 0 – 1    | Chorvatsko | Stadion Bežigrad, Lublaň diváci: 10.000 rozhodčí: Meier (SUI) |
|                          | (Report) | Pršo 61'   | Stadion Bežigrad, Lublaň diváci: 10.000 rozhodčí: Meier (SUI) |

 Chorvatsko zvítězilo celkovým skóre 2:1 a postoupilo na závěrečný turnaj.
| 19. listopadu 2003 19:30 |          |                                     |                                                               |
| Norsko                   | 0 – 3    | Španělsko                           | Ullevaal Stadion, Oslo diváci: 25.100 rozhodčí: Collina (ITA) |
|                          | (Report) | Raúl 34' Vicente 49' Etxeberria 57' | Ullevaal Stadion, Oslo diváci: 25.100 rozhodčí: Collina (ITA) |

 Španělsko zvítězilo celkovým skóre 5:1 a postoupilo na závěrečný turnaj.
| 19. listopadu 2003 19:30 |          |            |                                                                            |
| Wales                    | 0 – 1    | Rusko      | Millennium Stadium, Cardiff diváci: 73.026 rozhodčí: Mejuto González (ESP) |
|                          | (Report) | Evseev 21' | Millennium Stadium, Cardiff diváci: 73.026 rozhodčí: Mejuto González (ESP) |

 Rusko zvítězilo celkovým skóre 1:0 a postoupilo na závěrečný turnaj.
| 19. listopadu 2003 20:30                                            |          |         |                                                                  |
| Nizozemsko                                                          | 6 – 0    | Skotsko | Amsterdam ArenA, Amsterdam diváci: 52.000 rozhodčí: Michel (SVK) |
| Sneijder 13' Ooijer 32' van Nistelrooy 37', 51', 67' F. de Boer 65' | (Report) |         | Amsterdam ArenA, Amsterdam diváci: 52.000 rozhodčí: Michel (SVK) |

 Nizozemsko zvítězilo celkovým skóre 6:1 a postoupilo na závěrečný turnaj.
| 19. listopadu 2003 20:30 |          |                              |                                                              |
| Turecko                  | 2 – 2    | Lotyšsko                     | İnönü Stadium, Istanbul diváci: 24.000 rozhodčí: Frisk (SWE) |
| Mansız 20' Şükür 64'     | (Report) | Laizans 66' Verpakovskis 78' | İnönü Stadium, Istanbul diváci: 24.000 rozhodčí: Frisk (SWE) |

 Lotyšsko zvítězilo celkovým skóre 3:2 a postoupilo na závěrečný turnaj.